# Lugny-lès-Charolles
Lugny-lès-Charolles – miejscowość i gmina we Francji, w regionie Burgundia-Franche-Comté, w departamencie Saona i Loara.
Według danych na rok 1990 gminę zamieszkiwały 242 osoby, a gęstość zaludnienia wynosiła 14 osób/km² (wśród 2044 gmin Burgundii Lugny-lès-Charolles plasuje się na 670. miejscu pod względem liczby ludności, natomiast pod względem powierzchni na miejscu 546.).